# Kopff (Mondkrater)
Kopff ist ein Einschlagkrater am äußersten westlichen Rand der Mondvorderseite, am östlichen Rand des Mare Orientale, westlich des Lacus Veris. Der Kraterrand ist nur wenig erodiert, das weitgehend ebene Innere weist Bruchstrukturen auf.

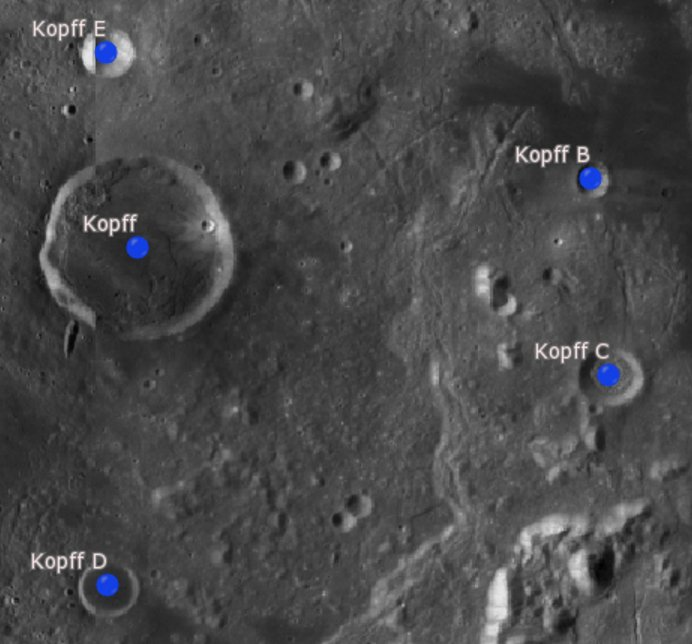
Kopff und seine Nebenkrater

Kopff hat vier Nebenkrater. Der ehemalige Nebenkrater Kopff A wurde 1985 in Lallemand umbenannt.
| Buchstabe | Position               | Durchmesser            | Link                   |
| --------- | ---------------------- | ---------------------- | ---------------------- |
| A         | Umbenannt in Lallemand | Umbenannt in Lallemand | Umbenannt in Lallemand |
| B         | 16,9° S, 86,32° W      | 7 km                   |                        |
| C         | 18,35° S, 86,2° W      | 14 km                  |                        |
| D         | 19,89° S, 89,87° W     | 13 km                  |                        |
| E         | 15,97° S, 89,88° W     | 11 km                  |                        |

Der Krater wurde 1970 von der IAU nach dem deutschen Astronomen August Kopff offiziell benannt.